# Nižný Tvarožec
Nižný Tvarožec je obec na Slovensku v okrese Bardejov. Žije zde 539 obyvatel, první písemná zmínka pochází z roku 1355. Nachází se zde řeckokatolický chrám Povýšení svatého Kříže z roku 1777, který je národní kulturní památkou Slovenské republiky.